# Ilan Laufer

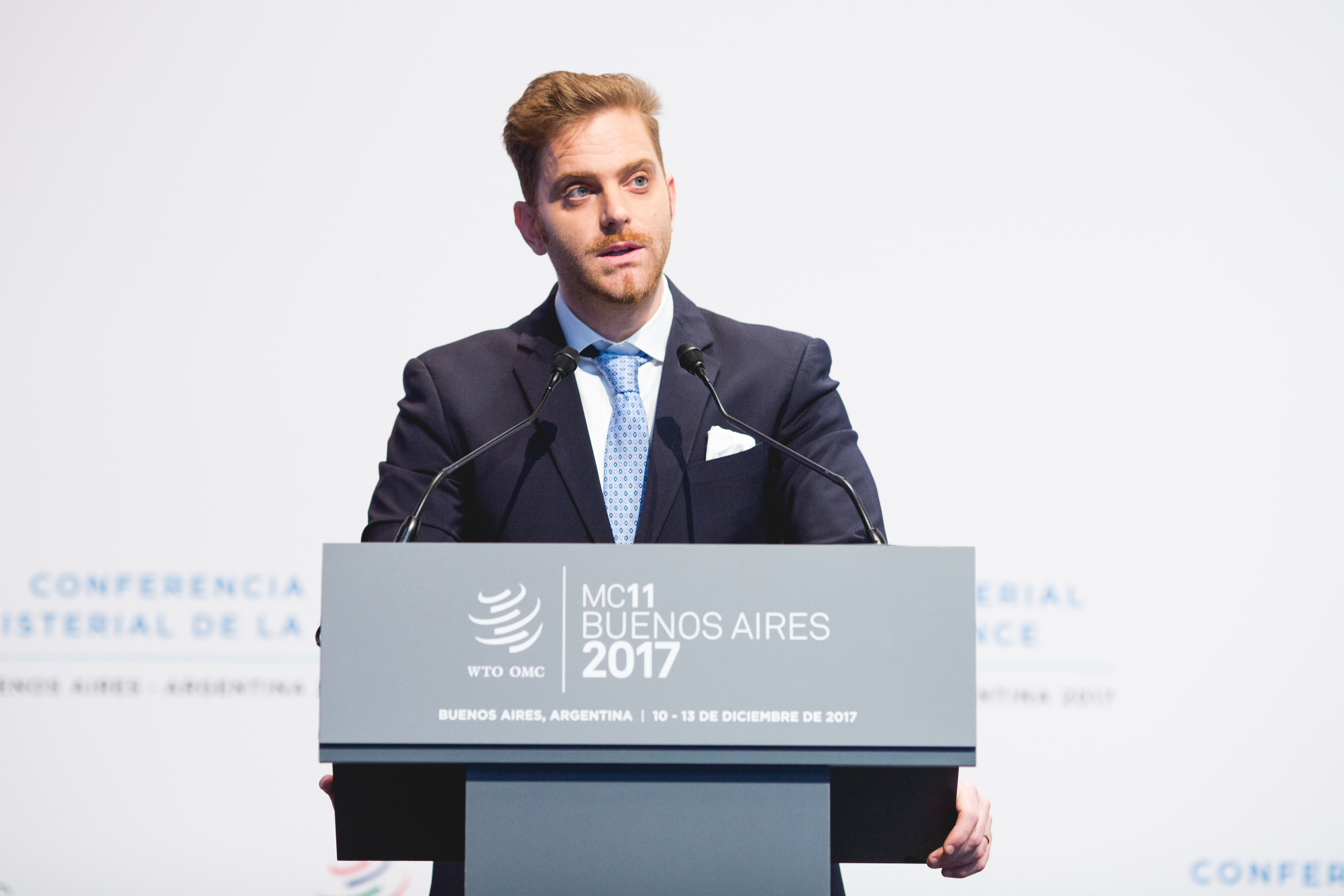
Ilan Laufer (2017)

Ilan Laufer (* 1983 in Bukarest) ist ein rumänischer Politiker, der von 2017 bis 2018 Handelsminister im Kabinett Tudose war.

## Leben
Laufer wurde in Bukarest als Sohn jüdischer rumänischer Eltern geboren.
Als Mitglied der Partidul Social Democrat war Laufer von 2013 bis 2014 in der rumänischen Regierung tätig, zunächst als Berater im Ministerium für kleine und mittlere Unternehmen, Unternehmensumfeld und Tourismus, später auch als delegierter Minister im Kabinett Victor Ponta. In dieser Funktion arbeitete er unter anderem mit seinem früheren Vorgesetzten Florin Jianu zusammen, der später im Zuge des politischen Skandals um die Änderung des Strafgesetzbuches aus dem Kabinett Grindeanu zurücktrat.
2019 verließ Laufer die Partidul Social Democrat und gründete seine eigene Partei, die Platforma Social Liberală. Sie bezeichnet sich als zentristisch und sozialliberal.